# Hoofdpostkantoor (Saigon)
Het Hoofdpostkantoor van Saigon (Vietnamees: Bưu điện Trung tâm Sài Gòn) is een postkantoor in Ho Chi Minhstad, Vietnam. Het gebouw staat aan hetzelfde plein als de Basiliek van Notre-Dame. Het werd gebouwd tussen 1886 en 1891, toen Vietnam onder Frans gezag van de Unie van Indochina viel. Het is ontworpen in Neoclassicistische stijl door de Franse architecten Auguste Henri Vildieu en Alfred Foulhoux maar het ontwerp wordt vaak ten onrechte toegeschreven aan Gustave Eiffel.
Tegenwoordig doet het gebouw nog steeds dienst als postkantoor. Veel toeristen nemen een kijkje in het gebouw. In de hal zijn twee grote wandschilderingen te vinden. Op de ene is een kaart te zien van Zuid-Vietnam en Cambodja met alle telegrafie-verbindingen erop. Aan de andere kant van de hal is een kaart geschilderd van de stad Saigon (nu Ho Chi Minhstad) en omgeving in 1892.

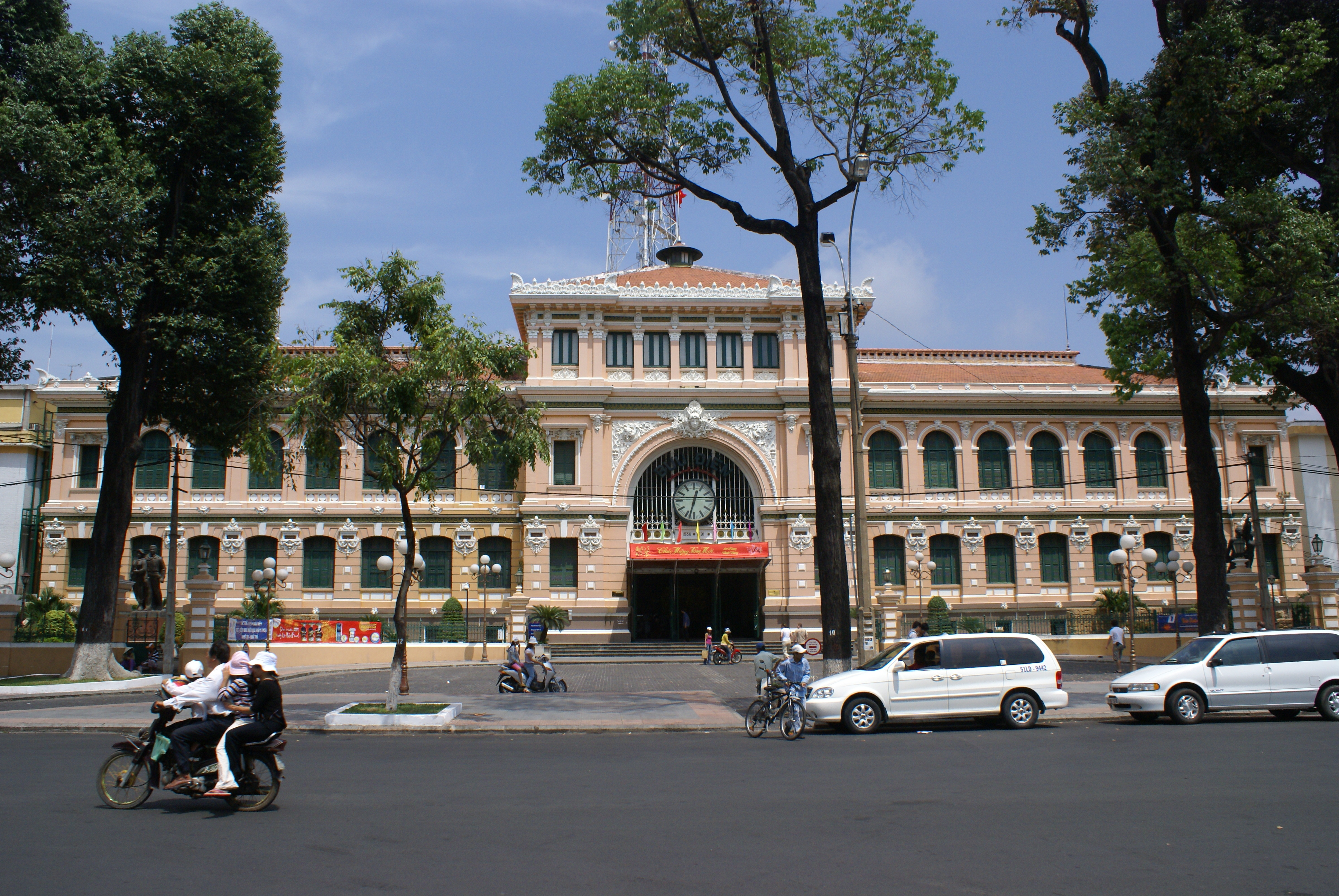
Voorgevel
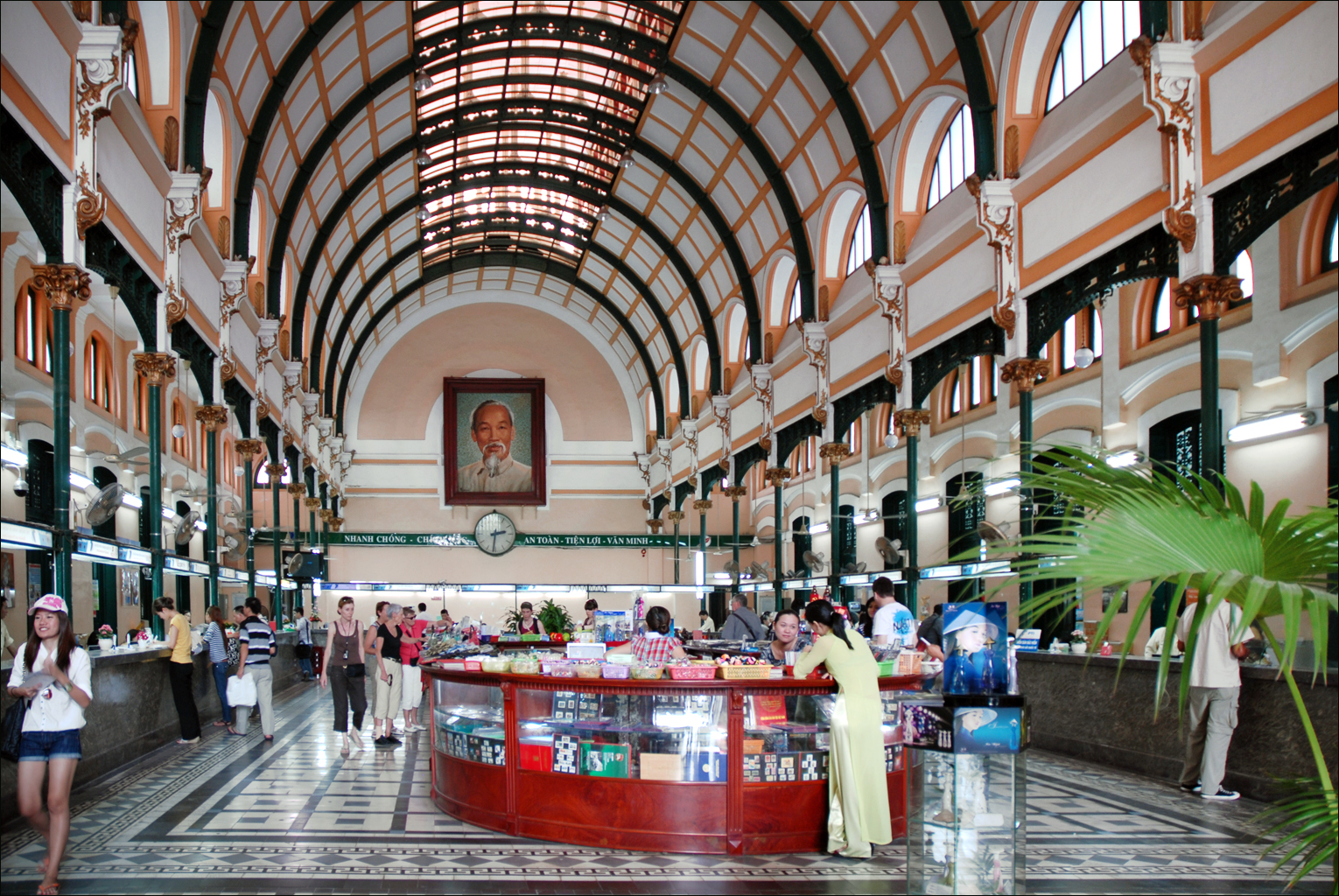
Hal
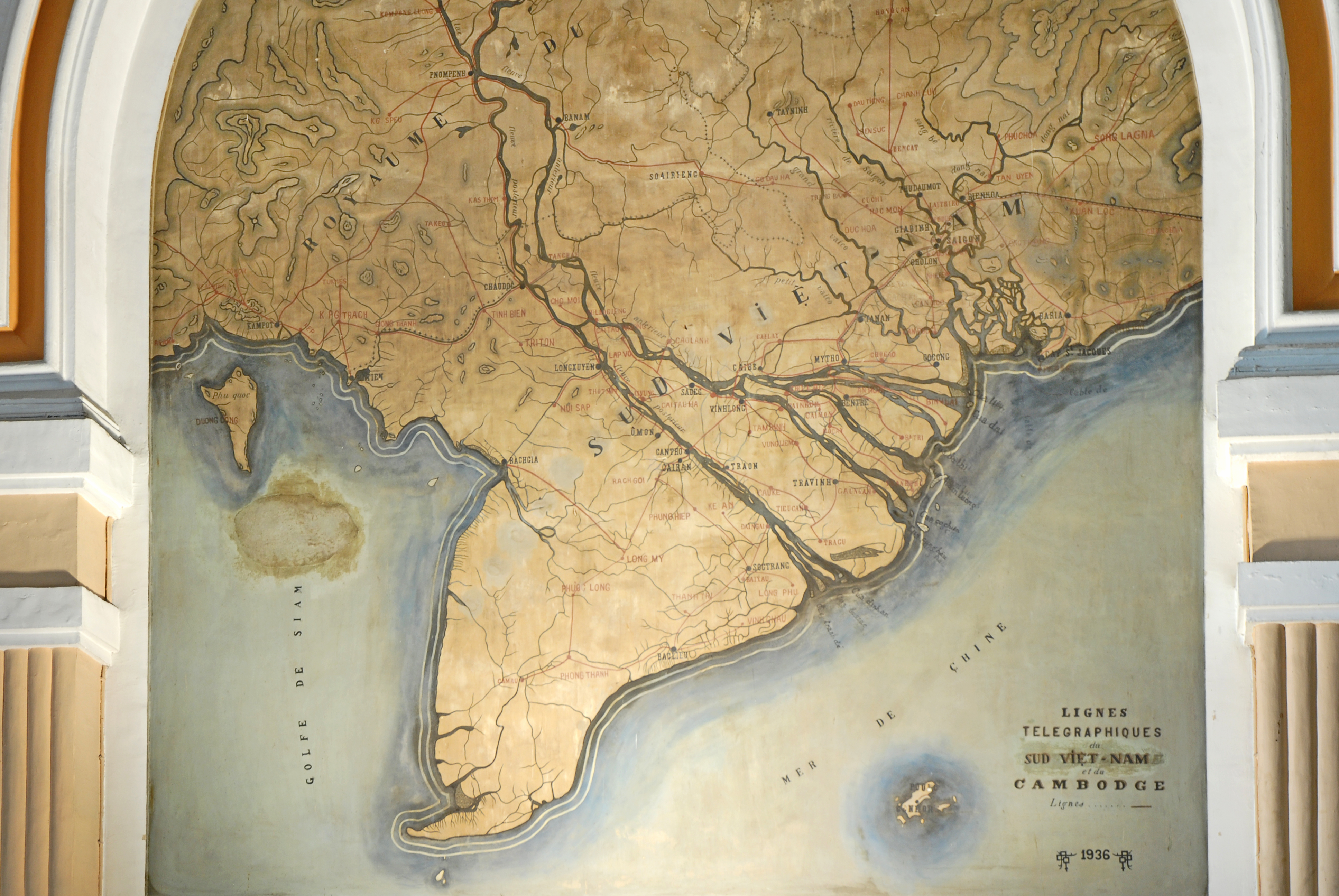
Wandschildering: kaart met telegrafie-verbindingen Zuid-Vietnam en Cambodja
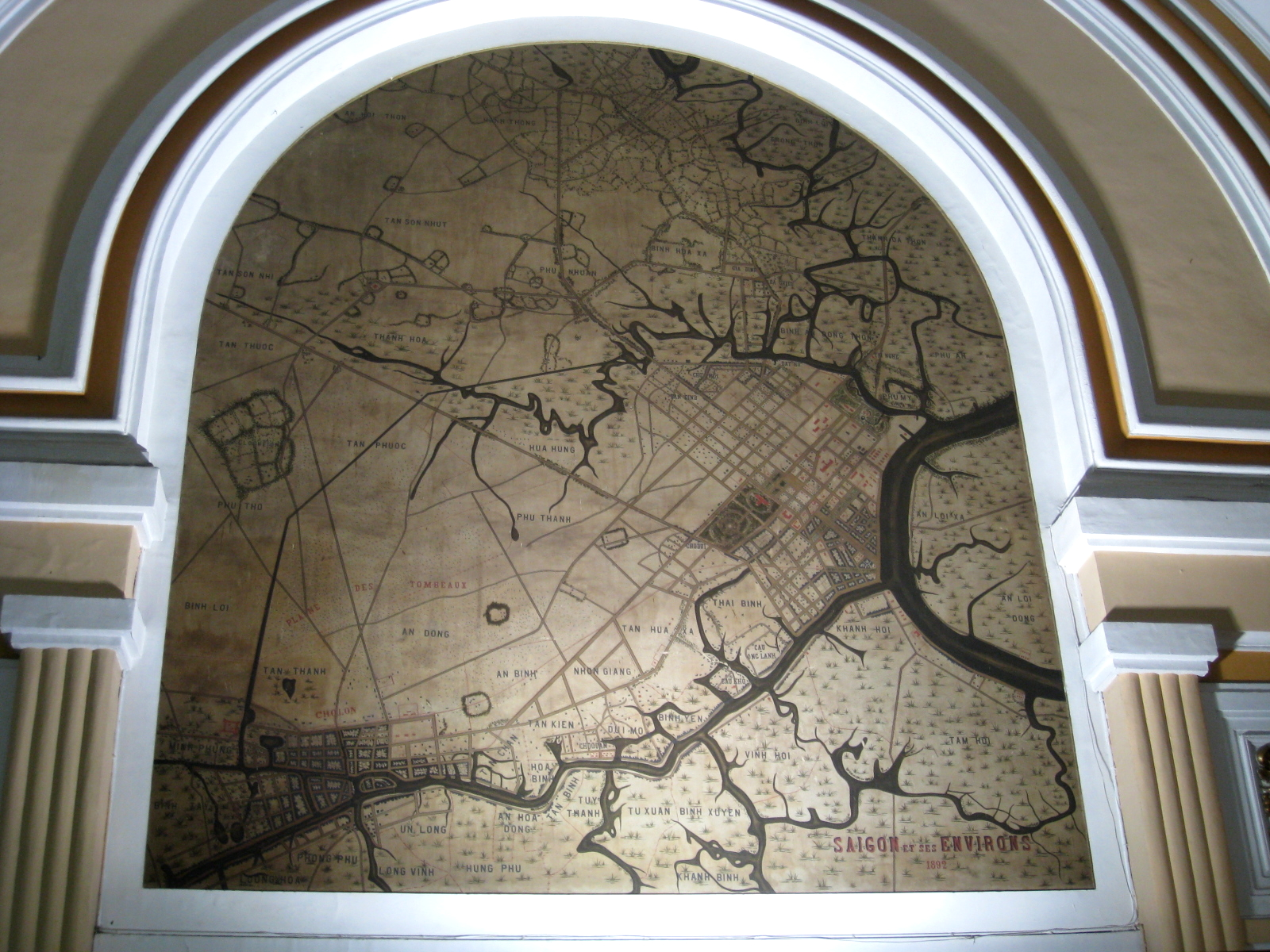
Wandschildering: kaart Saigon en omgeving (1892)
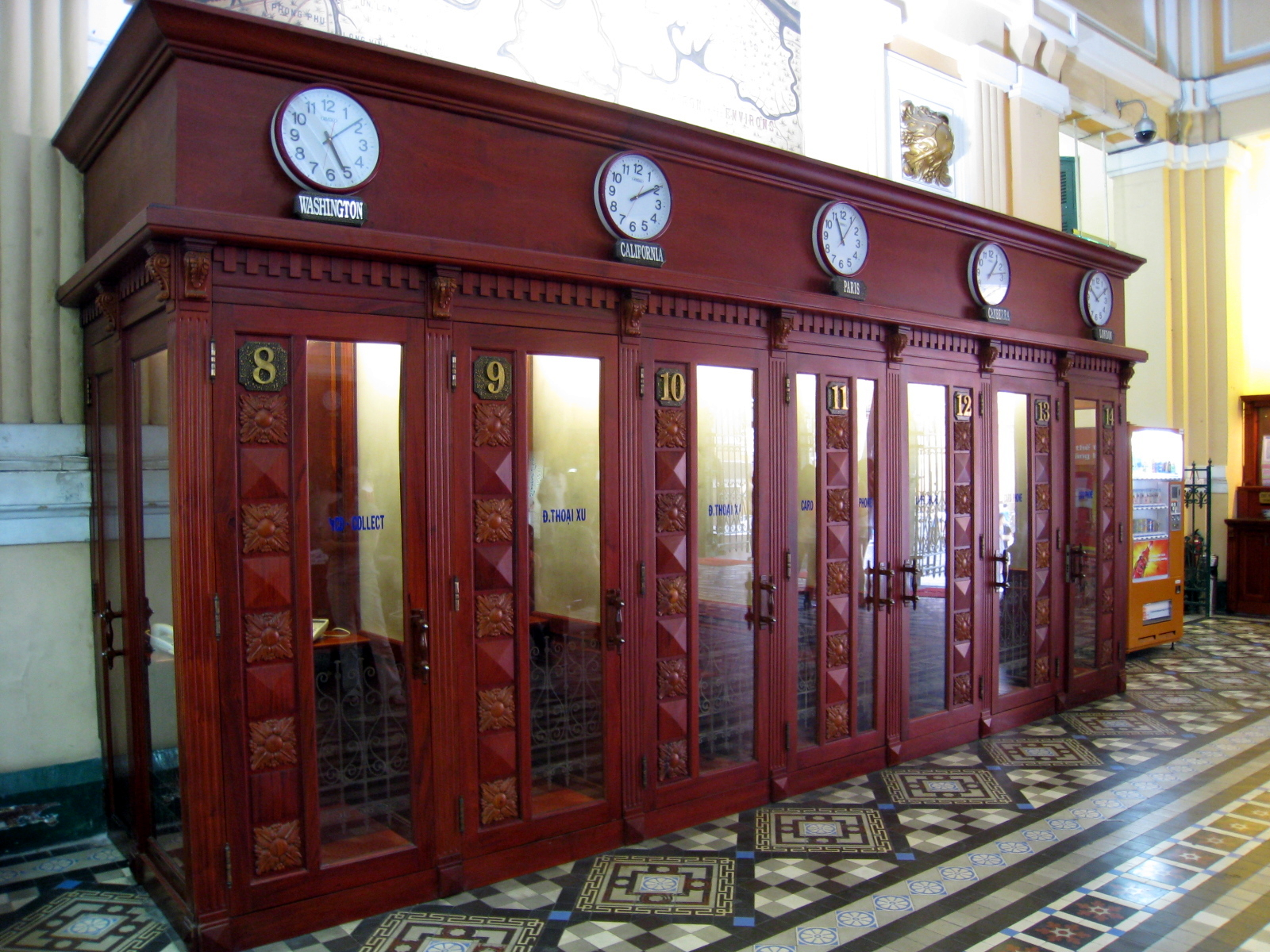
Telefooncellen in de hal